# Vasön
Vasön ist eine Ortschaft in der politischen Gemeinde Pfäfers im Süden des Kantons St. Gallen. Sie befindet sich im Wahlkreis Sarganserland und bildet mit Valens die Ortsgemeinde Valens-Vasön.

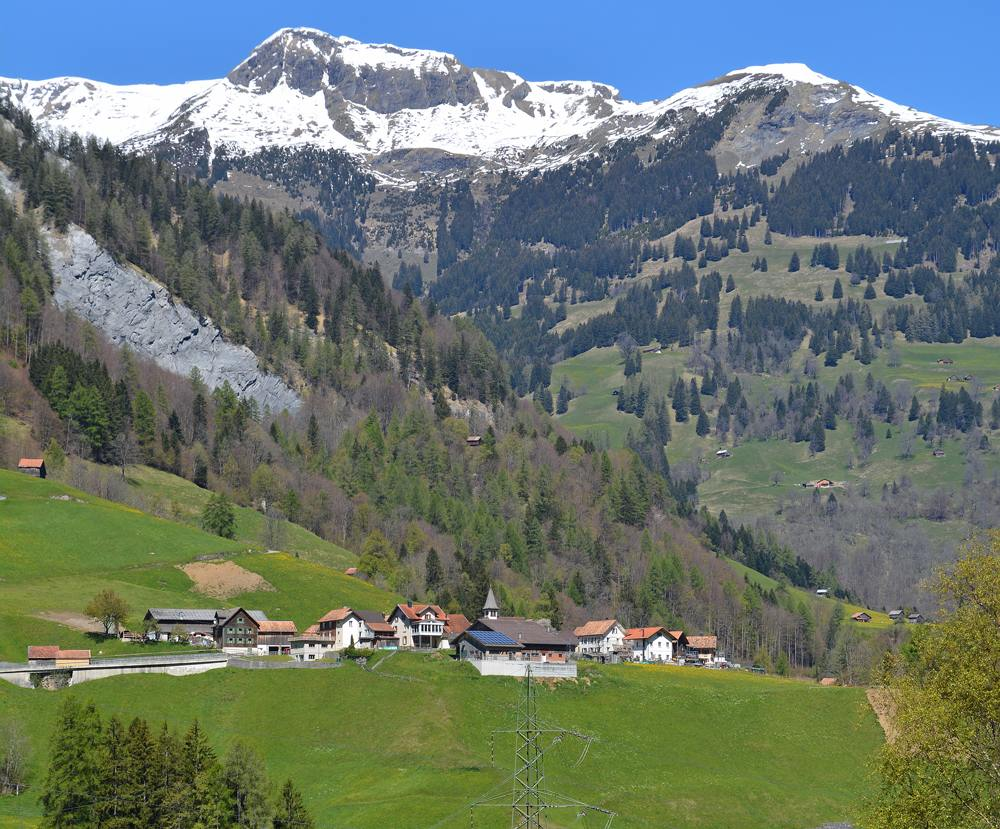
Vasön

Vasön liegt auf der linken Seite des Taminatals auf 926 Metern über Meer und zählt knapp 85 Einwohner. Vasön wird im öffentlichen Verkehr von Bad Ragaz durch eine Postautolinie erschlossen und ist Ausgangspunkt für verschiedene Bergwanderungen. Die Kinder besuchen den Kindergarten und die Primarschule in Valens und die Oberstufe in Pfäfers. Wichtigster Wirtschaftszweig ist die Land- und Forstwirtschaft.
Vasön erhielt 1711 eine dem St. Antonius geweihte Kapelle. 1903 brannte die Kapelle in einem Föhnsturm bis auf die Fensterhöhe nieder und wurde wieder aufgebaut. Wegen des schlechten Zustands wurde die Kapelle durch einen Neubau ersetzt, der 1981 eingeweiht wurde.